# 乔治·马拉
乔治·马拉（英語：George Mara，1921年12月12日—2006年8月30日），加拿大男子冰球运动员，场上位置是前锋。他曾代表加拿大参加1948年冬季奥林匹克运动会冰球比赛，获得一枚金牌。